# Смит, Роберт (футболист, 1848)
Роберт Смит (англ. Robert Smith; 1 мая 1848, Абердин, Шотландия — 3 июня 1914, Чикаго, США) — шотландский футболист, нападающий, выступавший за «Куинз Парк», «Саут Норвуд» и национальную сборную Шотландии. Участник первого официального международного футбольного матча.

## Биография
Будущий футболист родился 1 мая 1848 года в семье садовника графа Файфа Роберта Смита и Барбары Аберкромби. До 1864 года он учился в Академии Фордайс. Окончив её, Роберт переехал в Глазго. Там он стал работать в издательстве Уильяма Маккензи. Позднее Роберт перешёл на работу кассиром в страховую компанию Hutchinson & Brown. 
Роберт был одним из основателей футбольного клуба «Куинз Парк». На первом собрании команды, прошедшем 9 июля 1867 года, он был выбран её первым капитаном и казначеем. Первый известный матч с его участием состоялся 9 июля 1870 года, это была встреча с «Драммондом», закончившаяся победой «пауков» с минимальным счётом. В марте 1872 года Роберт сыграл в матче кубка Англии против клуба «Уондерерс». Нападающий выступал не только за «Куинз Парк»: параллельно он играл за английский клуб «Саут Норвуд», куда записался после переезда на работу в лондонскую нефтяную компанию Sir Charles Price & Co. в 1869 году. Дэвид Боун описывал Роберта как «ни в коем случае не импульсивного игрока, спокойно воспринимавшего игровые эпизоды», и несмотря на то, что «никто в клубе не выкладывался на поле усерднее него, он не блистал как нападающий».
За национальную сборную Шотландии Роберт провёл три неофициальных матча против сборной Англии в 1870—1871 годах. 30 ноября 1872 года он принял участие в первой официальной игре с англичанами, закончившейся нулевой ничьей. Дэвид Боун в своих «Воспоминаниях и зарисовках шотландского футбола» отметил, что Роберт «внёс большой вклад в завоевание ничьи» в этой встрече. В этой игре также сыграл старший брат Роберта Джеймс Смит: они стали первыми братьями, выступившими в международном футбольном матче. Роберт участвовал в следующей встрече против англичан, состоявшейся 8 марта 1873 года.
В 1873 году Роберт эмигрировал в США. Шесть лет спустя он на короткое время вернулся в Великобританию ради женитьбы на Джорджине Кидд. Перед обратным отъездом он успел провести несколько игр за «Саут Норвуд» в кубке Англии. Роберт умер в Чикаго 3 июня 1914 года.

## Статистика выступлений за сборную Шотландии
| Матчи и голы Смита за сборную Шотландии | Матчи и голы Смита за сборную Шотландии | Матчи и голы Смита за сборную Шотландии | Матчи и голы Смита за сборную Шотландии | Матчи и голы Смита за сборную Шотландии | Матчи и голы Смита за сборную Шотландии |
| №                                       | Дата                                    | Оппонент                                | Счёт                                    | Соревнование                            |                                         |
| --------------------------------------- | --------------------------------------- | --------------------------------------- | --------------------------------------- | --------------------------------------- | --------------------------------------- |
| 1                                       | 30 ноября 1872                          | Англия                                  | 0:0                                     | Товарищеский матч                       |                                         |
| 2                                       | 8 марта 1873                            | Англия                                  | 2:4                                     | Товарищеский матч                       |                                         |

Итого: 2 матча / 0 голов; 0 побед, 1 ничья, 1 поражение.